# Lorsque nous étions en guerre...

Lorsque nous étions en guerre... ou en russe Когда мы были на войне… (Kogda my byli na voïnie), appelé par son auteur La chanson du hussard, est un poème de David Samoilov, inclus dans un recueil de poèmes écrits entre 1981 et 1985 intitulé Des voix au-delà des collines (Голоса за холмами). Le poème a été mis en musique par Viktor Stolyarov, qui l'a lu dans le magazine Ogoniok. La chanson ainsi créée a gagné en popularité et est désormais présentée comme une vieille chanson cosaque.

## Thématique

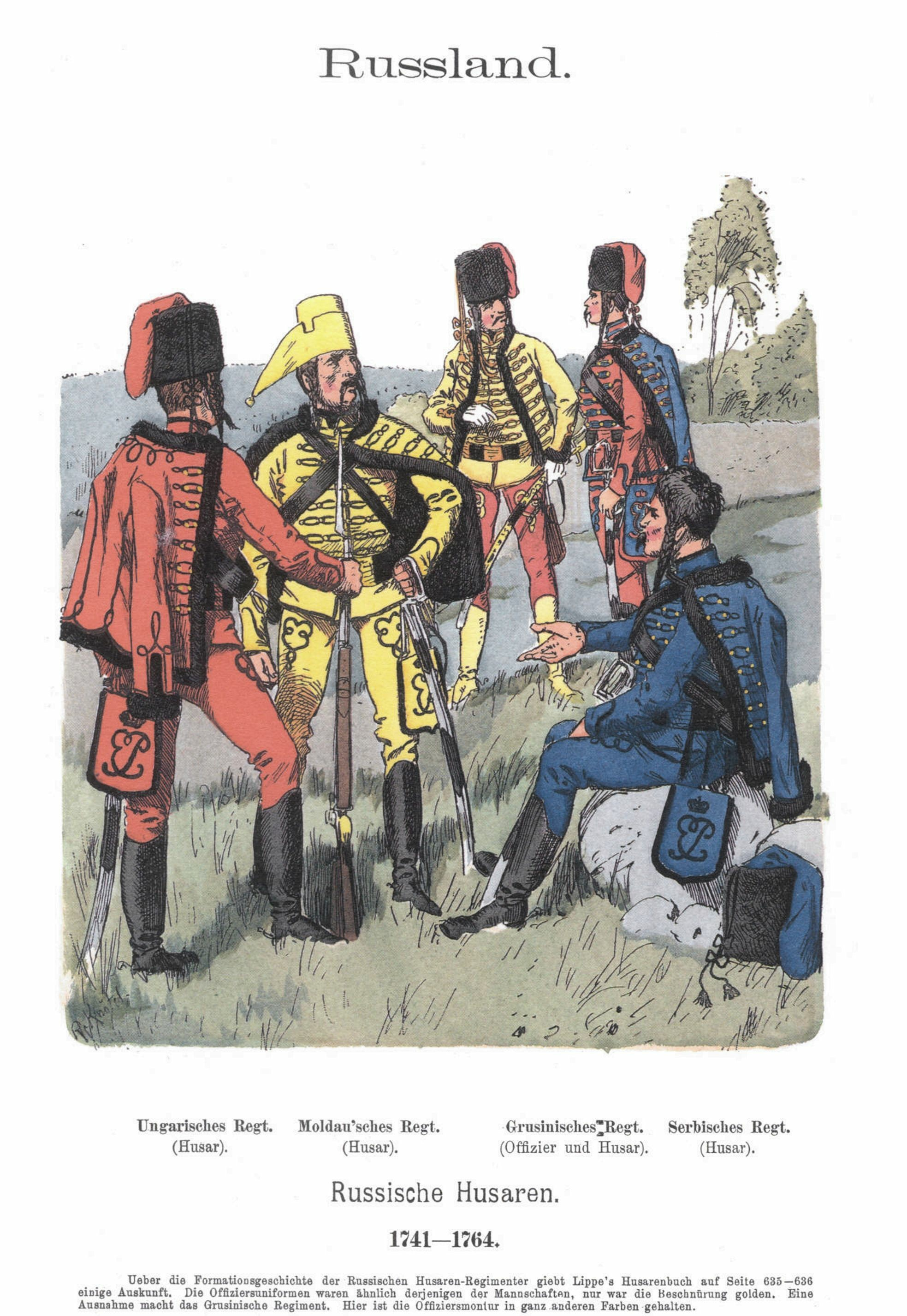
Illustration de hussards russes.

Le texte du poème, stylisé comme une chanson folklorique, relate le monologue interne d'un soldat de cavalerie, qualifié de hussard dans le titre, bien que rien dans le texte n'indique son appartenance à une unité spécifique de cavalerie et qu'il n'y ait pas de marqueurs historiques précis dans le texte. Lors d’une pause cigarette, derrière une indifférence ostentatoire, il cache la douleur mentale intense liée à la trahison de sa bien-aimée. Il cherche la mort au combat, qu'il attend comme une délivrance de cette souffrance.

## Analyse poétique
Le poète Stanislav Minakov, analysant le poème, attire l'attention sur le fait que le seul mot que l'auteur utilise sous une forme diminutive et hypocoristique est « pipe », auquel le héros lyrique, se sentant abandonné et dans des conditions extrêmes de guerre, transfère toute sa tendresse. Minakov souligne la parenté de ce détail avec l'image archétypale du Cosaque « ayant échangé une femme contre une pipe et du tabac » et avec un certain nombre de textes poétiques et de chansons où l'acte de fumer joue un rôle similaire. Le poème se termine sur l'attente du héros de la « balle fidèle », cette expression contrastant avec le reproche d'infidélité fait à sa petite amie.
Le poète Dmitri Soukharev considérait le poème comme une tentative infructueuse de styliser une chanson de vieux soldat, contrairement aux chansons du front de Léon Tolstoï qui « allaient vers le peuple ».
L'écrivain Youri Miloslavsky établit des parallèles entre le poème de Samoilov et le Testament de Michel Lermontov, qui se termine par la demande de l'officier mourant d'informer la jeune fille de sa mort, alors qu'elle ne posera probablement même pas de questions sur lui.

## La Chanson
Le barde moscovite Viktor Stolyarov a mis le poème en musique après l'avoir lu dans l'un des numéros du magazine Ogoniok. Il se souvient, :
« Des mots simples et expressifs, qui m'ont, comme on dit, rendu accro. Immédiatement, une intonation est apparue, à partir de laquelle une mélodie simple est née. C'était au milieu des années 1980, je ne me souviens plus exactement, mais il semble que notre ensemble « Talisman » ait interprété cette chanson pour la première fois lors d'un festival dans la ville de Pouchtchino sur l'Oka. Et puis Ada Yakoucheva, parlant du festival sur la radio Younost', a diffusé cette chanson. L'ensemble s'est produit dans de grandes et petites salles de diverses villes, mais n'était connu que d'un cercle restreint d'amateurs de chansons artistiques. C'était d’autant plus surprenant que lors des concerts, on demandait souvent d’interpréter la chanson Lorsque nous étions en guerre.... Puis on m'a dit que cette chanson avait été entendue dans les endroits les plus inattendus ; par exemple, des touristes la chantaient dans les montagnes du Tian Shan... »
En tant que prétendue chanson cosaque, Lorsque nous étions en guerre... a été interprétée dans des séries télévisées telles que Gromovy et Smersh. La chanson est connue pour avoir été interprétée par Pelagueïa, le Chœur des Cosaques du Kouban, l'ensemble Kazatchii Kroug et bien d'autres encore. Sur le disque sorti en 2009 dans le cadre de la série Anthologie d'une chanson, il a été enregistré en 47 versions.

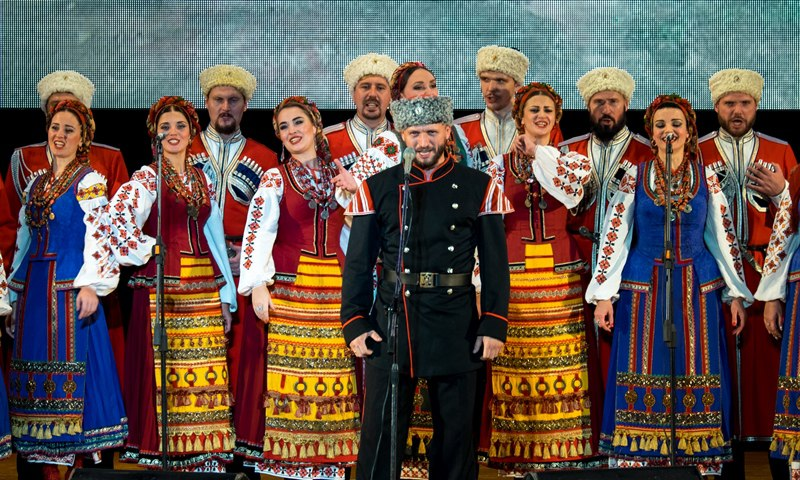
Le Chœur des Cosaques du Kouban a ajouté la chanson à son répertoire traditionnel.

### Modifications du texte par les interprètes
Viktor Stolyarov interprète le texte presque canonique de Samoilov, à l'exception de l'ajout de l'épithète « amer » (горьки) dans le dernier vers du quatrième vers, ce qui était nécessaire pour des raisons de rythme. Il avait écrit une lettre à David Samoilov pour lui demander la permission de le faire. Dans certaines versions folkloriques de la chanson, au lieu du mot « amer », le mot « noir » est inclus.
Dans les versions folkloriques de la chanson, un ajout similaire est généralement présent dans le cinquième couplet suivant, où l'on chante « sur leur jeune cheval » (на молодом своём коне) ou « sur leur cheval noir » (на вороном своём коне).
Un autre changement populaire remplaçait « Je n’ai pensé à personne » (я не думал ни о ком) par « Je n’ai pensé à rien » (я не думал ни о чём). Ce changement oblige, pour des raisons de rime, à employer le diminutif tabatchkom (табачком) à la place de tabakom (табаком, « tabac »). Minakov souligne qu'un tel remplacement viole l'intention de l'auteur : Samoïlov n'emploie en effet, on l'a vu, qu'un seul diminutif dans tout son texte (« pipe »).

### Dernier couplet
À la fin de la version « cosaque » de la chanson apparaît un dernier couplet écrit par un auteur inconnu, absent à la fois de Samoilov et de Stolyarov, ce qui lui donne un ton plus optimiste :
| Но только смерть не для меня, Да, видно, смерть не для меня, И снова конь мой вороной Меня выносит из огня. | Mais la mort n'est pas pour moi, Oui, apparemment la mort n'est pas pour moi, Et encore mon cheval noir Me sort du feu. |

Cependant, il ne s'agit pas simplement d'un remplacement de la fin brutale et tragique du vers de Samoïlov par une « fin heureuse » ; le héros, lui-même surpris que « la mort ne soit pas pour lui », se retrouve seul avec sa douleur mentale, lui-même doit surmonter l'inimitié accumulée dans son âme, et jusqu'à ce qu'il ait fait cela, la mort « pour ses amis » n'est pas pour lui une issue digne.